# Biyar 'Adas
Biyar 'Adas (بِيار عدس) était un village palestinien situé dans le sous-district de Jaffa et le district de Lydda.
Il fait partie des centaines de villages palestiniens dépeuplés lors de la première guerre israélo-arabe, le 12 avril 1948.
Le nom signifie le puits aux lentilles, probablement en référence à une citerne en pierre taillée qui servait à stocker les lentilles.

## Géographie

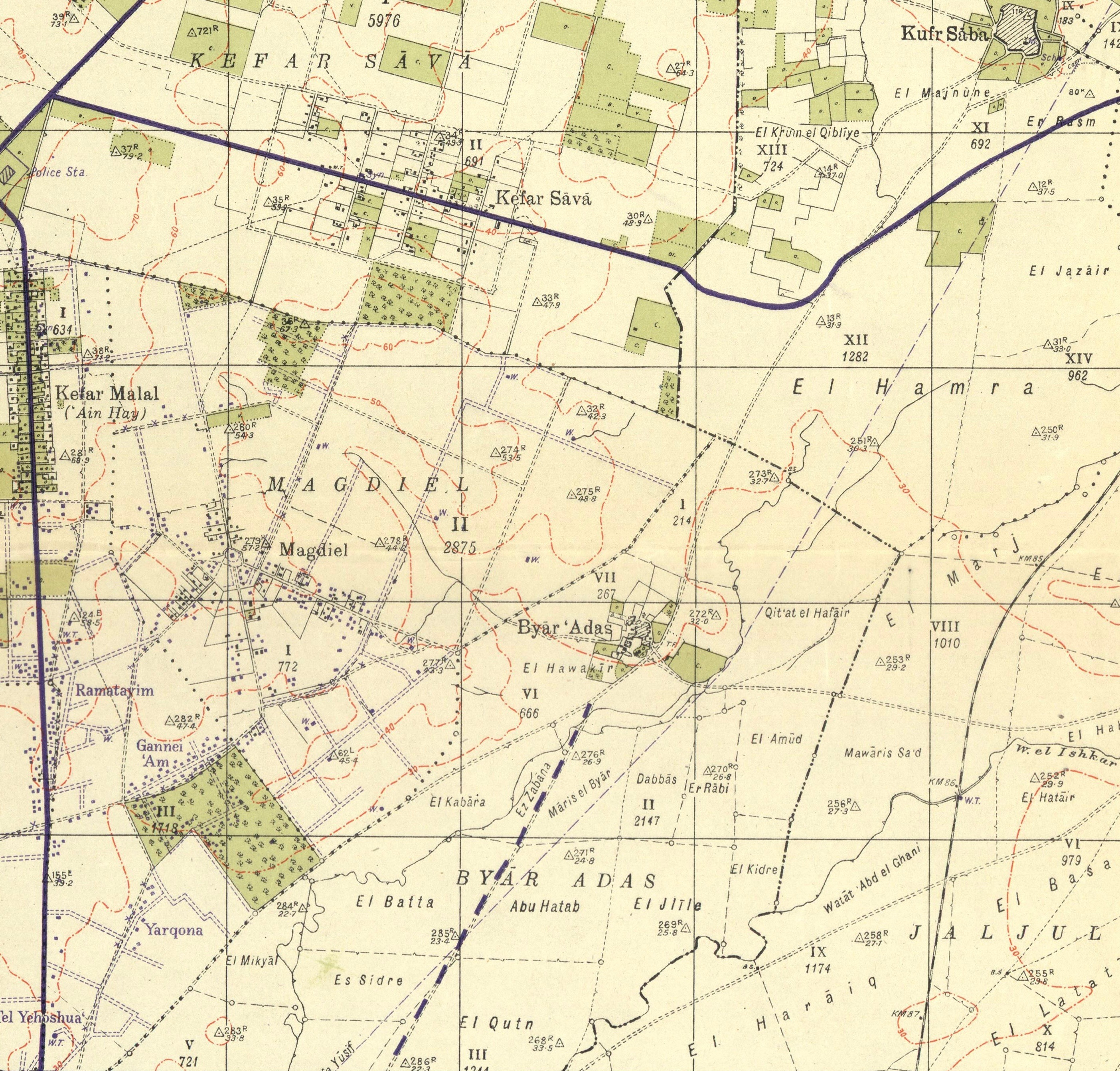
Carte de Biyar 'Adas de 1942 au 1:20 000.

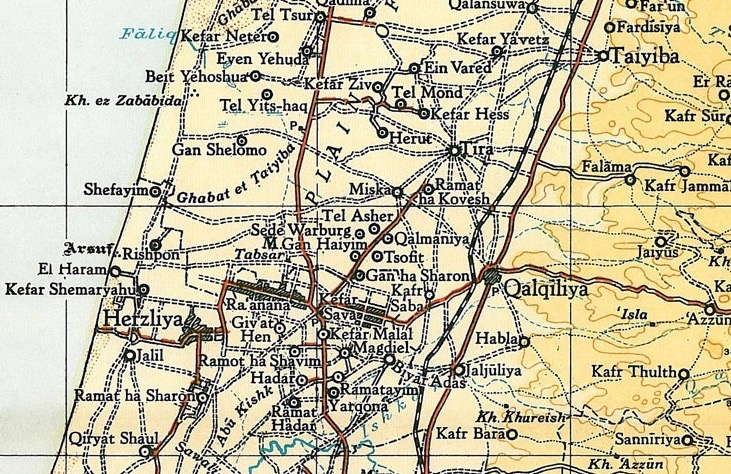
Carte de Biyar 'Adas de 1945 au 1:250 000.

Le village est situé à 19 km de Jaffa à une altitude moyenne de 25 m. Le site du village est un versant tourné vers le sud-ouest, dans la plaine côtière. La grande route et la ligne de chemin de fer passait à proximité, et plusieurs routes secondaires desservaient Biyar 'Adas.
Le territoire du village faisait 5492 dounams au total, dont 109 dounams appartenaient à des Juifs, 151 dounams étaient des terres publiques, le restant appartenant à des Arabes. Les cultures se répartissaient entre 1604 dounams utilisés pour les plantations d’agrumes et de bananiers, 3413 dounams pour les céréales, 181 dounams étaient irrigués ou plantés de vergers,, 14 dounams étant construits.

## Histoire
Au nord et au nord-ouest du village, des ruines romaines et byzantines étaient présentes.

### Empire ottoman
En 1856, le village est indiqué comme Bir 'Adas sur la carte de Kiepert de la Palestine et de Jérusalem.
En 1870, une liste ottomane de villages recense 198 habitants de sexe masculin et 60 maisons (sans compter les femmes). Il est aussi indiqué que le nom signifie « la citerne aux lentilles ».
En 1882, l’enquête du Palestine Exploration Fund (PEF) décrit Biyar 'Adas comme un village construit en adobe, avec un puits

### Mandat britannique
Au recensement de 1922, mené par les autorités britanniques, Biar Adas avait 87 habitants, tous musulmans ; au recensement de 1931, elle augmente à 161, toujours tous musulmans.
Aux premières heures du 25 mai 1939, 25 membres de l’Irgoun conduits par Moshe Moldovsky attaquent Biyar 'Adas, considérant que ses habitants faisaient partie de "gangs". Les instructions étaient d’éviter de blesser les femmes, les enfants et les vieillards,. Ils entrent de force dans deux maisons et tuent un homme et quatre femmes, deux hommes et une jeune fille sont blessées par ailleurs. Dans une lettre, Vladimir Jabotinsky donne l’ordre au commandant de l’Irgoun de punir les responsables de la mort des femmes, et de lui rendre compte du châtiment. Personne n’a été puni.
Dans les statistiques de Village de 1945, la population du village était montée à 300 habitants.

### Guerre de 1948
En 1948, la population est estimée à 348 habitants.
Il y a de grandes divergences dans les récits concernant la fin du village.
Le 19 janvier 1948, les anciens de Biyar Adas avertissent les habitants du village juif voisin de Magdiel (en) de se tenir sur leurs gardes contre des assauts éventuels.
Le récit suivant, issu de l’histoire officielle de la Haganah, est repris par de nombreuses sources. Le 27 février, un fermier de Magdiel est tué dans une embuscade par des militants arabes pendant qu’il travaillait aux champs. Un détachement du 32e bataillon de la brigade Alexandroni arrive sur la scène, rattrape des miliciens se retirant sur Biyar 'Adas et ouvre le feu sur le village. Le 2 mars, des soldats irakiens commandés par Fawzi al-Qawuqji sont appelés à Biyar Adas et attaquent Magdiel. Pendant une semaine, des coups de feu sont échangés chaque jour. La compagnie B du 32e bataillon de l’Alexandroni tente d’attaquer les positions arabes, alors que des renforts arabes ont été positionnés à Biyar Adas. À l’issue de la petite bataille, les troupes arabes se retirent après avoir eu 15 morts dans leurs rangs (ou 15 morts dont des femmes et des enfants). Le récit officiel rapporte que les habitants prennent la fuite ensuite. Le journal Filastin rapporte que le 27 février, des ouvriers agricoles arabes se sont fait tirer dessus pendant qu’ils cueillaient les oranges. Des escarmouches continuelles ont ensuite eu lieu entre milices arabes et juives, jusqu’à la tentative d’infiltration de la brigade Alexandroni, mais ne rapporte aucune fuite des habitants.
Un cessez-le-feu est brisé le 9 mars par le notable Tawfiq Abu Kishk,,,.
Le 5 avril, la milice sioniste d’extrême droite du Lehi détruit 30 maisons sur 82. Le village est abandonné après un assaut du Lehi le 12 avril,, ; d’après le New York Times, les habitants ont pris la fuite avant l’assaut. Avant le 16 juin, Yossef Weiz du Fonds national juif s’assure que le village est rasé,,.
Après la guerre, le village est annexé à Israël. Le moshav d’Adanim est créé sur les terres du village en 1950. En 1951, un autre moshav Elishama.
Walid Khalidi décrit le site de Biyar ’Adas en 1992 : « Des cactus sont présents sur le site, ainsi que des figuiers, des palmiers, et les débris des maisons. Quelques maisons ou pans de murs sont encore debout au milieu des plantations d’agrumes, désertées, dans de la végétation sauvage. Toutes sont construites en ciment avec une grande variété architecturale, de la plus élaborée à la plus simple. Les toits sont plats, inclinés ou à pignons, les ouvertures rectangulaires. Les terres sont cultivées et en partie couvertes de vergers israéliens ». En 1998, le nombre de réfugiés descendant des habitants de Biyar 'Adas expulsés en 1998 est estimé à 2137.